# Montreáli bankrablás
A Montreáli bankrablás (Hold-Up) 1985-ben bemutatott francia-kanadai bűnügyi filmvígjáték Jean-Paul Belmondo, Guy Marchand és Kim Cattrall főszereplésével. A film magyarországi mozibemutatója 1987 januárjában volt, VHS, majd DVD változatban is megjelent. A filmhez három magyar szinkron készült.

## Cselekmény
Grimm és George a két jóbarát Montréal legnagyobb bankjának a kirablására készül. Bűnözői előéletükről annyi derül ki, hogy cellatársak voltak három évig egy mexikói börtönben, ahonnan megszöktek, valamint szintén onnan ismernek egy Lasky nevű igazi rosszarc figurát, aki állandóan a nyomukban van. Ők ketten viszont inkább tűnnek afféle kedves és ártalmatlan csirkefogónak, mintsem fegyveres bankrablónak. 
Grimm terve elsőre jobban hasonlít egy cirkuszi bohócszámra, mintsem komoly bankrablásra. Bohócnak beöltözve és kifestve, krumpliorral, léggömbbel sétál be a bankba, majd az őr helyett maga nyomja meg a riasztót. A rendőrség nagy erőkkel kivonul és körülveszi az épületet. A határozott rendőrfőnök ekkor szembesül vele, hogy nem egy állig felfegyvegyverzett rablóbanda, hanem egy magányos bohóc az ellenfele. 
Grimm egy ál-robbanómellényt is visel, majd robbantással fenyegetőzve túszul ejti a bank alkalmazottait és ügyfeleit, cirka 30 embert. A páncélteremben velük rámoltatja ki a követelt kétmillió dollárt, majd amikor lázadozni kezdenek, a tűzriasztó vízsugarával hűti le őket. George a túszok egyike, szerepe a rémült ügyfél eljátszása, könyörgés a többiek életéért. 
Grimm a kivonult tévések előtt, élő adásban csinál bolondot a rendőrfőnökből, felszólítja, hogy szeresse őt és azt hangosan mondja is ki, majd a papájának nevezi. Mikor az keménykedni kezd vele, hogy valójában már csak egy rettegő és menekülni akaró gyerek, Grimm a telefonban fakad sírva azzal, hogy drága papikám, bocsáss meg, majd a helyettesének azt javasolja, hogy álljon a főnöke helyére, mert az nem komoly ellenfél, hanem csak egy törpe. A rendőrfőnök majd felrobban ezek hallatán. Grimm a meneküléshez helikoptert követel, amibe a rendőrök beleegyeznek azzal a feltétellel, hogy engedjen el túszokat. 
Az első elengedett túsz egy rosszulléttel küzdő, terhes, mindenórás hölgy, a második George, az idegösszeomlás határán lévő rettegő túsz, a harmadik egy kisé szenilis, egykori katonatiszt aggastyán, aki azonnal az aggódó feleségét rohan  felhívni. Egyelőre egyikük sincs kihallgatható állapotban. Ekkor a bankrabló újra jelentkezik, a helikopter szálljon fel és körözzön pár percig, mert szerinte bombát tettek bele. Amig a rendőrök ezzel vannak elfoglalva, a kiszabadult három túsz eltűnik. A behatoló rendőrök a rabló helyett csak a bohócruhába öltöztetett és megkötözött bankigazgatót találják. 
Az akció sikerült, kiderül, a terhes nő valójában Lise, George barátnője, a pénz a terhesruhában volt elrejtve, az öreg katonatiszt meg maga Grimm. A problémák viszont nem értek véget. Le kell rázni a nyomukban lévő, erőszakos Laskyt, egy taxisofőr is felismerte őket. Lise Grimmet akarván váratlanul kiadja George útját, valamint nekik és a pénznek is ki kell jutni Kanadából. Lise utaskisérőként, a pénzzel a táskájában el is indul Párizsba, a két fiú viszont lemarad a gépről. 
Párizsban Lise nincs a megbeszélt szállodában, csak üzenet hagyott, elutazott Rómába, Grimm utána mehet, de csak George nélkül, persze mindketten odautaznak. George Lisét akarja, Grimm inkább csak a pénzt. Egy római téren egy bank előtt egy zenebohóc és egy nem túl vonzó terhes nő áll, Grimm és George másodszor is megpróbálná, ami egyszer már sikerült. A térre érkező Lise ekkor látja be, hogy Grimm nem lesz az övé. Nevetséges alakoknak nevezi őket, de azért odaadja nekik a részüket, majd luxuskocsijával csalódottan elhajt. Grimm és George ha már úgyis be vannak öltözve, kihasználják az alkalmat, irány a bank...

## Főszereplők
- Jean-Paul Belmondo - Grimm
- Guy Marchand - George
- Kim Cattrall - Lise
- Jacques Villeret - taxis
- Jean-Pierre Marielle - Labrosse felügyelő
- Tex Konig - Lasky

## Érdekességek
- Jean-Paul Belmondo a sóhalomba való ütközéskor balesetet szenvedett, beverte a fejét a vontatóba, több öltéssel kellett a sérülést összevarrni. Az esetet nem vágták ki a filmből.
- Hasonló film a Sok pénznél jobb a több című vígjáték, melyben az egyik rabló szintén túsznak mutatja magát.

1. ↑  Internet Movie Database (angol nyelven). Internet Movie Database . (Hozzáférés: 2023. július 1.)
2. ↑  https://www.zweitausendeins.de/filmlexikon/?sucheNach=titel&wert=1467